# 간석기

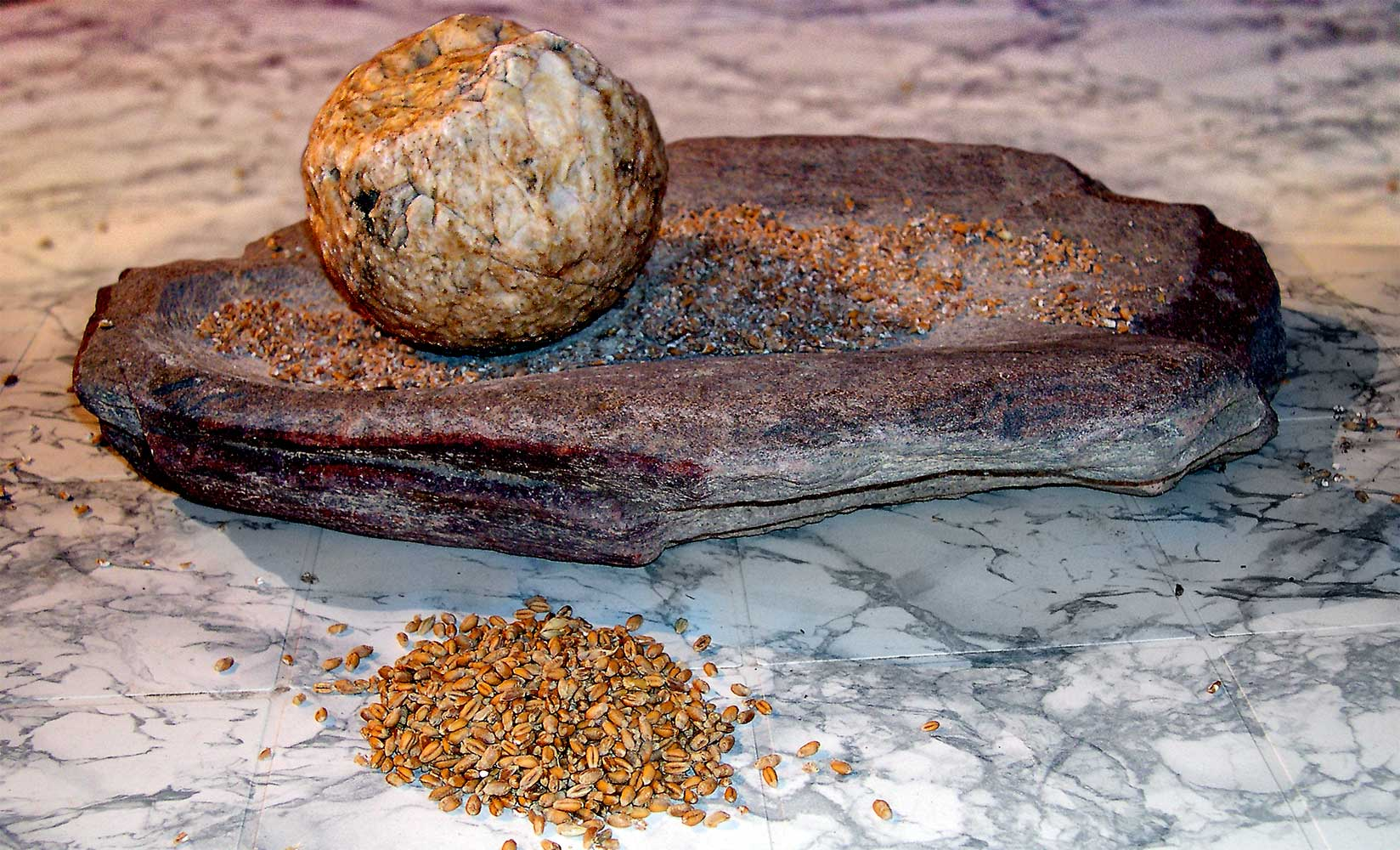
신석기 시대의 간석기 모습.

간석기 또는 마제석기(磨製石器)는 신석기 시대를 대표하는 유물로 돌을 갈아서 만든 도구이다. 이러한 간석기는 큰 화강암이나 현무암, 유문암이나 녹옥(綠玉) 등을 갈아서 제작하며, 녹옥으로 제작하는 것은 영국 호수 지역에서 가장 중요한 것 중의 하나로, 신석기 시대 영국 랑데일 제조기법으로 알려졌다.
간석기를 이용하여 만든 도구로는 까뀌, 돌도끼, 팔찌, 끌 등이 있었다. 이것들은 단순히 갈아서 제작되기 때문에 많은 시간을 요구했다. 유럽에서 간석기 제작은 신석기 시대와 밀접하게 연계되어 있고, 레반트 간석기도 중석기 시대 2기(나투피안 문화)가 되어서야 등장한다.

## 같이 보기
- 석기
- 뗀석기
- 잔석기